# سیدی یایا کیتا
سیدی یایا کیتا (انگلیسی: Sidi Yaya Keita؛ زادهٔ ۲۰ مارس ۱۹۸۵) بازیکن فوتبال اهل مالی بود.
از باشگاه‌هایی که در آن بازی کرده است می‌توان به باشگاه فوتبال استراسبورگ، باشگاه فوتبال خرس، باشگاه ورزشی جولیبا، باشگاه فوتبال زسکا صوفیه، و باشگاه فوتبال لانس اشاره کرد.
وی همچنین در تیم ملی فوتبال مالی بازی کرده است.